# Visegrádi utcai zsinagóga
A Visegrádi utcai zsinagóga az Újlipótvárosban és környékén élő, magukat modern ortodox beállítottságúként meghatározó zsidók közösségének ad otthont.

## Az imaház
A második világháború után alakították ki az imaházat egy újlipótvárosi lakásból. A közösség ortodox felfogásához illeszkedik a berendezés, a nemrég felújított imaterem dísze a fehér-arany-kék, félkörívben sugármotívummal díszített tóraszekrény, fölötte képkeretbe ágyazott kőtáblákkal.

## Kulturális élet
A körzet közösségéből nőtt ki a Pesti Súl nevű, fiatal zsidókat tömörítő egyesület. Részben az ő részvételükkel számos kulturális eseményt szerveznek a zsinagógában